# Ettore Caccia
Ettore Caccia (Brescia, 10 febbraio 1925 – Venezia, 31 dicembre 1973) è stato un critico letterario e italianista italiano.

## Biografia
Nato a Brescia da genitori originari di Mantova, Ettore Caccia si avviò agli studi classici nel liceo ginnasio «Arnaldo da Brescia». Proseguì la formazione umanistica presso la facoltà di lettere dell'università di Padova, dove nel 1948 conseguì la laurea in lettere.
Iniziò la sua attività di docente in alcune scuole d'istruzione secondaria. Dal 1955, nell'università «Ca' Foscari» di Venezia, fu assistente alla cattedra di Mario Marcazzan. Nella stessa università, nel 1959 conseguì la libera docenza e, dal 1964, insegnò lingua e letteratura italiana moderna e contemporanea, come incaricato. Nel 1970 ottenne la qualifica di "ordinario" per la medesima cattedra e nel giugno del 1973, sei mesi prima della sua morte, fu nominato preside della facoltà di lingue.
Esercitò la sua critica letteraria soprattutto su testi del diciannovesimo secolo, con particolare attenzione ai Promessi sposi di Alessandro Manzoni, a Niccolò Tommaseo, a Giovanni Verga, a Luigi Capuana, a Giosuè Carducci e ad altri grandi rappresentanti della letteratura italiana dell'Ottocento. Notevole anche la sua lettura critica di vari canti della Divina Commedia. Tra i profili curati per la collana «Letteratura italiana» della Marzorati, non poteva mancare quello dedicato da Ettore Caccia a Mario Marcazzan

## Opere
- Tommaseo critico e Dante, Firenze, Le Monnier, 1956.
- Carattere e caratteri della commedia del Goldoni, Brescia, Paideia, 1958.
- Il Canto decimo dell'Inferno, Firenze, Le Monnier, 1961.
- Luigi Capuana, in Letteratura italiana - I Minori, volume quarto, Milano, Marzorati, 1962, pp. 2897-2928.
- Matilde Serao, in Letteratura italiana - I Minori, volume quarto, Milano, Marzorati, 1962, pp. 3237-3256.
- Il Canto terzo del Purgatorio, Firenze, Le Monnier, 1963.
- Dante nel mondo (a cura di Ettore Caccia e Vittore Branca), Firenze, Olschki, 1965.
- Silvan Cattaneo e la novella del Cinquecento, in «Atti del congresso promosso dall'Ateneo di Salò», Salò, 1966.
- Lettura e storia di Saba, Milano, Bietti, 1967.
- Tecniche e valori dal Manzoni al Verga, Firenze, Olschki, 1969.
- Poesia e ideologia per Carducci, Brescia, Paideia, 1970.
- Giuseppe Chiarini, in Letteratura italiana - I Critici, volume primo, Milano, Marzorati, 1970, pp. 661-685.
- Note di lettura sui capitoli paesani dei Promessi sposi, in «Studi sulla cultura lombarda: in memoria di Mario Apollonio», volume primo, Milano, Vita e pensiero, 1972, pp. 362-387.
- Per un esercizio di restauro critico: il canto 27° del Purgatorio, in Studi in onore di Alberto Chiari, Brescia, Paideia, 1973.
- Alessandro Manzoni, I Promessi sposi, a cura di Ettore Caccia, Prefazione Mario Marcazzan, Brescia, La Scuola, 1976; Brescia, Scholé, 2020, ISBN 978-88-284-0190-2.